# Кошала
Коша́ла — держава в північно-східній Індії. Інша назва — Коса́ла.

## Короткі відомості
Існувала з 7 століття до Р. Х. Входила до числа шістнадцяти великих країн. Батьківщина Рами. Розташовувалась північніше середньої течії річки Ґанґи, на території штату Уттар-Прадеш Республіки Індія та південно-західного Непалу.
Столиця знаходилася в місті Айодгйа. Згодом перенесена до Шравасті.
У 6 столітті до Р. Х., за правління раджи Прасенджита, розширила свою територію. Вела війну з народом шак'їв.
У 5 столітті до Р. Х. підкорена раджею Аджаташатру держави Маґадга.

## Правителі
- Бгаґіратха